# Chlorotettix hamiltoni
Chlorotettix hamiltoni är en insektsart som beskrevs av Keti Maria Rocha Zanol 2002. Chlorotettix hamiltoni ingår i släktet Chlorotettix och familjen dvärgstritar. Inga underarter finns listade i Catalogue of Life.